# Lloyd Banks
Christopher Charles Lloyd (Queens, Nueva York, 30 de abril de 1982), más conocido como Lloyd Banks, es un rapero, cantante y compositor estadounidense de ascendencia puertorriqueña, el cual fue miembro del grupo G-Unit.

## Biografía

### Comienzos
A los seis años, Banks se trasladó a Southside Jamaica, Queens. En sus años de adolescencia, se hizo amigo de Curtis Jackson, más conocido como 50 Cent, quien se convirtió en su protector, ya que es varios años mayor que Lloyd Banks.
Empezó en el negocio del rap haciendo mixtapes junto a Tony Yayo y 50 Cent, con canciones que se harían un nombre dentro de la escena del rap como 187 Freestyle. Después de que 50 Cent fundara la reconocida disquera G-Unit Records, Banks, junto a Young Buck y Olivia (ya que Tony Yayo estaba en prisión). Fue uno de los primeros artistas en firmar para dicho sello.

### The Hunger For More
Su primer álbum, The Hunger For More, se convirtió rápidamente en un éxito, vendiendo más de 400.000 copias en la primera semana, sobrepasando las cifras de su buen amigo 50 cent. En él se incluyen sencillos como "Karma", "On Fire" o "I'm So Fly". También Participa en la banda sonora de la película Get Rich Or Die Triyin`, con canciones en solitario como "Get Low" y "Born Alone Die Alone", además de Canciones De Colaboración como "I Dont Know Officer" con 50 Cent, Mase y Spider Loc Entre Otros.

### Rotten Apple

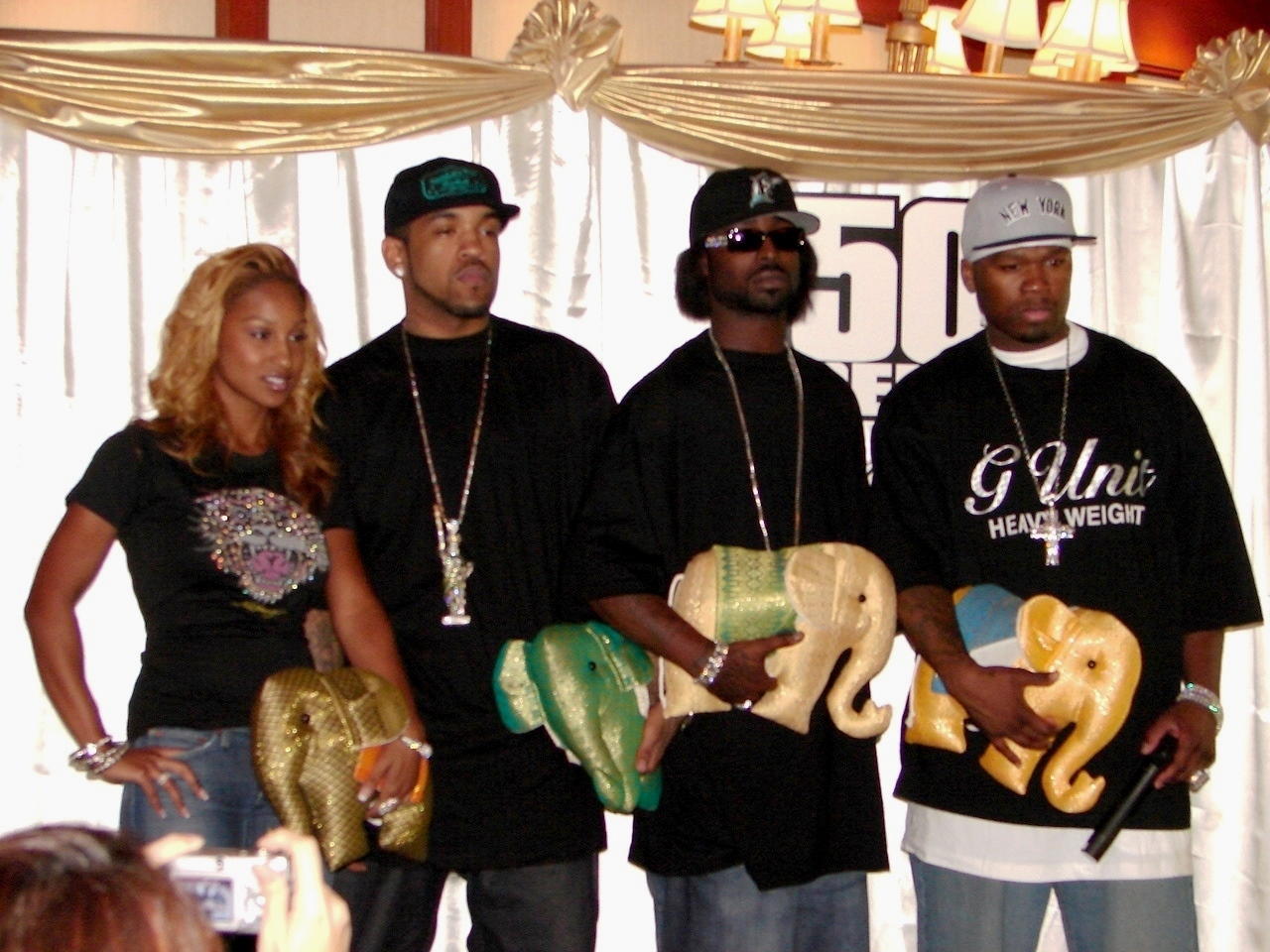
Banks con G-Unit.

Lanzado el 10 de octubre de 2006, el segundo álbum de Banks fue Rotten Apple, que recibió buenas críticas gracias a canciones como «Cake», «Hands Up», con 50 Cent y «Help», con Keri Hilson. Llegó a la posición #3 en el Billboard 200, vendiendo 143,000 copias en los Estados Unidos, siendo un declive muy considerable por parte de sus números, a 2017, el álbum ha vendido únicamente 600,000 copias en los Estados Unidos.
A principios de 2009, Banks fue eliminado de Interscope Records, por las bajas ventas de su segundo álbum, Rotten Apple y el segundo álbum en grupo de G-Unit de 2008, Terminate On Sight, aunque no dejó G-Unit. Tenía previsto sacar un tercer álbum para finales de 2010, que se convirtió en The Hunger For More 2

### The Hunger for More 2
En enero del 2010 Banks anunció que sacaría un nuevo álbum para finales de año. Para promocionar el álbum sacó dos sencillos "Beamer, Benz, or Bentley" el cual llegó a la posición 49 en la lista de Billboard y "Any Girl" con Lloyd. En una entrevista con MTV confirmó que el álbum se llamaría The Hunger For More 2. Banks dijo en una entrevista que lo llamó así porque estaba sintiendo la misma energía que había tenido en su primer álbum, comparando su sencillo de 2004, "On Fire" y su sencillo, "Beamer, Benz or Bentley" que ambos fueron un éxito comercial, eso llevó a inspirarse mucho del primer proyecto en solitario lanzado 6 años antes. Poco antes de que saliera el álbum sacó a la luz un tercer sencillo llamado "Start It Up" con Kanye West, Swizz Beatz, Fabolous & Ryan Leslie, ésta colaboración entre G-Unit y G.O.O.D. Music, se dio gracias a Kanye West, quien escribió en su Twitter en 2010, que Lloyd Banks debería estar en el "Top 5 de raperos" de todas las personas, recalcando que era un rapero infravalorado, Banks al enterarse de eso, decidió llamar a Kanye West quien lo invitó a su estudio, grabando igualmente otro track con varios integrantes de G.O.O.D. Music en ese tiempo, como John Legend y Kid Cudi, lanzada igualmente en 2010 para los G.O.O.D. Music Fridays de Kanye West, una serie de canciones de descarga gratuita lanzadas todos los viernes que sirvieron como promoción al siguiente álbum de Kanye West, My Beautiful Dark Twisted Fantasy, esta canción se llama Christian Dior Denim Flow y sirvió como promoción igualmente para Banks y Kanye West quiénes compartieron la fecha de lanzamiento. El álbum salió a la luz el 22 de noviembre de 2010, haciendo competencia con el álbum de Kanye West, My Beautiful Dark Twisted Fantasy y con el álbum debut de Nicki Minaj, Pink Friday.

### Reunión conG-Unit
En el verano del 2014 todos los miembros de G-Unit (con la excepción de The Game) actuaron en el Summer Jam tras años de inactividad, contando incluso con la colaboración de Young Buck (el cual dejó el grupo años atrás por diferencias con 50 Cent). Al día siguiente lanzaron un nuevo sencillo llamado "Nah I'm Talkin' Bout", con video incluido. Poco después anunciaron un nuevo álbum de estudio previsto para finales del 2014. El 25 de agosto de ese año lanzaron un EP llamado The Beauty of Independence, el cual llegó al puesto 17 en la lista de ventas de iTunes mundial, igualmente en 2015, lanzaron el último penúltimo proyecto juntos, The Beast Is G-Unit, lanzado el 3 de marzo de 2015, llegando a la posición 27 en el Billboard 200.
El último proyecto de G-Unit como grupo fue The Lost Flash Drive, que es un Mixtape de descarga gratuita en DatPiff (Sitio de colección, descarga y subida de mixtapes gratuitos), éste mixtape no tenía previsto ser escuchado por el mundo, ya que como su título indica, era material perdido para ese tiempo, dónde DJ Whoo Kid (Dj oficial de todo el grupo de G-Unit desde 2001) logró recuperarlo exitosamente lanzando todos esos tracks perdidos junto con varios videos musicales incluyendo a Banks, a Young Buck, a Tony Yayo y a Kidd Kidd, 50 Cent no estuvo presente en ese mixtape, debido a que tendía versos que decidió cortar para dejar un poco más de protagonismo a los otros miembros, 50 Cent solo aparece en un track, y es el último, el Remix de Wait a Minute.

## Discografía

### Álbumes de estudio

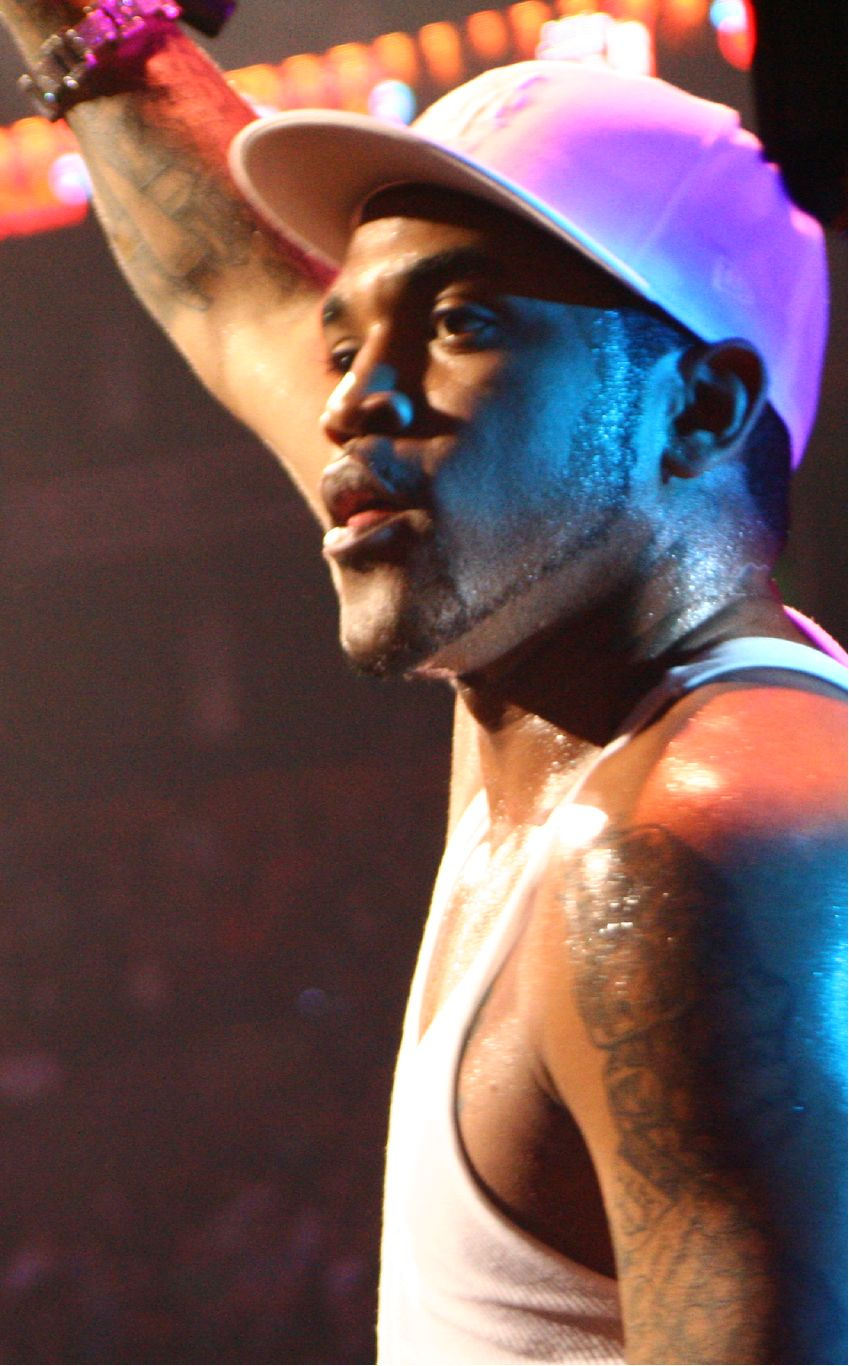
Banks en un concierto el 30 de octubre del 2006.

| Año  | Título                                                                                       | Posición | Posición | Posición | Posición | Posición | Posición | Posición |
| Año  | Título                                                                                       | US       | US       | US       | UK       | GER      | FRA      | CAN      |
| Año  | Título                                                                                       | 200      | R&B      | Rap      | UK       | GER      | FRA      | CAN      |
| ---- | -------------------------------------------------------------------------------------------- | -------- | -------- | -------- | -------- | -------- | -------- | -------- |
| 2004 | The Hunger for More - Lanzadfo: 29 de junio de 2004 - Productora: G-Unit/Interscope          | 1        | 1        | 1        | 15       | 45       | 37       | 2        |
| 2006 | Rotten Apple - Lanzado: 10 de octubre de 2006 - Productora: G-Unit/Interscope                | 3        | 1        | 1        | 40       | —        | 65       | 6        |
| 2010 | H.F.M. 2 (The Hunger for More 2) - Lanzado: 22 de noviembre del 2010 - Productora:G-Unit/EMI | 26       | 6        | 4        | 4        | —        | —        | —        |

### Mixtapes
| Título                                                                   | Detalles del álbum                                                |
| ------------------------------------------------------------------------ | ----------------------------------------------------------------- |
| Money In the Bank                                                        | - Lanzado: 26 de julio del 2003 - Format0: descarga digital       |
| Mo' Money In the Bank                                                    | - Lanzado: v20 de septiembre del 2003 - Formato: Descarga digital |
| Mo' Money In the Bank 3: Cashing In                                      | - Lanzado: 19 de septiembre del 2004 - Formato: Descarga          |
| Mo' Money In the Bank 4: Gang Green Season Starts Now                    | - Lanzado: 27 de mayo del 2006 - Formato: Descarga                |
| Mo' Money In the Bank 5: Gang Green Season Continues (The Final Chapter) | - Lanzado: 18 de diciembre del 2006 - Format: Free download       |
| 5 And Better Series Vol. 1: Return Of The P.L.K.                         | - Lanzado: 26 de septiembre del 2008 - Formato: Descarga gratuita |
| 5 And Better Series Vol. 2: Halloween Havoc                              | - Lanzado: 31 de octubre del 2008 - Format: Descarga gratuita     |
| 5 And Better Series Vol. 3: The Cold Corner                              | - Lanzado: 1 de enero del 2009 - Formato: Descarga                |
| 5 And Better Series Vol. 4: 4-30-09 (Happy Birthday)                     | - Lanzado: 30 de abril del 2009 - Formato: Descarga               |
| V.5                                                                      | - Lanzado: 28 de diciembre del 2009 - Formato: Descarga           |
| The Cold Corner 2                                                        | - Lanzado: 8 de noviembre del 2011 - Formato: Descarga            |
| V.6: The Gift                                                            | - Lanzado: 24 de julio del 2012 - Formato: Descarga               |
| F.N.O. (Failure's No Option)                                             | - Lanzado: 31 de octubre del 2013 - Formato: Descarga             |
| The Cold Corner 3                                                        | - Lanzado: TBA - Formato: Descarga digital                        |

## Sencillos

### Propios
| Año  | Canción                                                                   | Posición | Posición | Posición | Posición | Posición | Álbum                 |
| Año  | Canción                                                                   | US       | US       | US       | UK       | GER      | Álbum                 |
| Año  | Canción                                                                   | Hot 100  | R&B      | Rap      | UK       | GER      | Álbum                 |
| ---- | ------------------------------------------------------------------------- | -------- | -------- | -------- | -------- | -------- | --------------------- |
| 2004 | "On Fire"                                                                 | 8        | 4        | 2        | 19       | 36       | The Hunger for More   |
| 2005 | "Karma" (feat. Avant)                                                     | 17       | 9        | 6        | —        | —        | The Hunger for More   |
| 2006 | "My House"                                                                | —        | 124      | —        | —        | —        | Mo Money in da Bank   |
| 2006 | "Hands Up" (feat. 50 Cent)                                                | 84       | 30       | 12       | 43       | 20       | Rotten Apple          |
| 2006 | "The Cake" (feat. 50 Cent)                                                | —        | 65       | —        | —        | —        | Rotten Apple          |
| 2006 | "Help" (feat. Keri Hilson)                                                | —        | 77       | —        | —        | —        | Rotten Apple          |
| 2007 | "I'm So Fly"                                                              | —        | —        | —        | —        | —        | Rotten Apple          |
| 2010 | "Beamer, Benz, or Bentley" (featuring Juelz Santana)                      | 49       | 19       | 5        | —        | 4*       | The Hunger for More 2 |
| 2010 | "Any Girl" (featuring Lloyd)                                              | —        | 52       | 24       | —        | 17       | The Hunger for More 2 |
| 2010 | "Start It Up" (featuring Kanye West, Swizz Beatz, Fabolous & Ryan Leslie) | 105      | 52       | 20       | —        | —        | The Hunger for More 2 |
| 2011 | "I Don't Deserve You" (featuring Jeremih)                                 | 120      | 33       | 19       | —        | —        | The Hunger for More 2 |
| 2011 | "So Forgetful" (featuring Ryan Leslie)                                    | —        | —        | —        | —        | —        | The Hunger for More 2 |

### Como colaborador
| Año  | Canción | Posición     | Posición | Posición | Posición | Álbum                         |
| Año  | Canción | U.S. Hot 100 | U.S. R&B | U.S. Rap | UK       | Álbum                         |
| ---- | --- | ------------ | -------- | -------- | -------- | ----------------------------- |
| 2003 | "P.I.M.P." (50 Cent feat. Snoop Dogg, Lloyd Banks & Young Buck)                                             | 3            | 2        | 1        | 5        | Get Rich or Die Tryin'        |
| 2004 | "Ride wit U" (Joe feat. Lloyd Banks & Young Buck)                                                           | 2            | 22       | —        | 12       | And Then...                   |
| 2005 | "Twist It" (Olivia feat. Lloyd Banks)                                                                       | —            | 114      | —        | —        | Behind Closed Doors           |
| 2005 | "I Know You Don't Love Me" (Tony Yayo feat. 50 Cent, Young Buck & Lloyd Banks)                              | —            | 105      | —        | —        | Thoughts of a Predicate Felon |
| 2006 | "Rompe" (Daddy Yankee feat. Lloyd Banks & Young Buck)                                                       | 24           | 89       | 16       | —        | Barrio Fino En Directo        |
| 2006 | "Touch It (remix)" (Busta Rhymes feat. Mary J. Blige, Rah Digga, Missy Elliott, Lloyd Banks, Papoose & DMX) | 16           | 6        | 3        | 6        | The Big Bang                  |
| 2006 | "You Don't Know" (Eminem feat. 50 Cent, Lloyd Banks & Ca$his)                                               | 12           | 87       | —        | 32       | Eminem Presents: The Re-Up    |

### Apariciones estelares
| Título                                 | Año  | Artista(s)                                                | Álbum                                         |
| -------------------------------------- | ---- | --------------------------------------------------------- | --------------------------------------------- |
| "Don't Push Me"                        | 2003 | 50 Cent, Eminem                                           | Get Rich or Die Tryin'                        |
| "Why You Gotta Look So Good?"          | 2003 | Mýa                                                       | Moodring                                      |
| "We All Die One Day"                   | 2003 | Obie Trice, Eminem, 50 Cent, Tony Yayo                    | Cheers                                        |
| "Prices on My Head"                    | 2004 | Young Buck, D-Tay                                         | Straight Outta Cashville                      |
| "DPG-Unit"                             | 2004 | Young Buck, Snoop Dogg, Soopafly, 50 Cent, Daz Dillinger  | Straight Outta Cashville                      |
| "Feds Coming"                          | 2005 | Young Buck                                                | Welcome to the Hood                           |
| "We're Back"                           | 2005 | Young Buck                                                | Welcome to the Hood                           |
| "Thuggin Til I’m Gone"                 | 2005 | Young Buck                                                | Back to Business (G-Unit Radio Part 14)       |
| "We Don't Give a Fuck"                 | 2005 | Tony Yayo, 50 Cent, Olivia                                | Thoughts of a Predicate Felon                 |
| "Stole Something"                      | 2006 | Mobb Deep                                                 | Blood Money                                   |
| "Exclusive"                            | 2006 | Avant                                                     | Director                                      |
| "Work It Out"                          | 2007 | Hot Rod                                                   | Rowdy                                         |
| "Talk About Me"                        | 2007 | DJ Drama, Young Buck, Tony Yayo                           | Gangsta Grillz: The Album                     |
| "My Bandana"                           | 2009 | Maino                                                     | Unstoppable                                   |
| "Men of Respect"                       | 2010 | DJ Kayslay, Gerrell Gaddis, Tony Yayo, Papoose, Jim Jones | More Than Just a DJ                           |
| "Standing on Couches"                  | 2010 | DJ Self, Jim Jones, Lil' Kim                              | Single                                        |
| "Christian Dior Denim Flow"            | 2010 | Kanye West, Kid Cudi, Ryan Leslie, Pusha T, John Legend   | GOOD Fridays                                  |
| "Remember the Titans"                  | 2010 | Joe Budden, Fabolous, Royce da 5'9"                       | Mood Muzik 4: A Turn 4 The Worst              |
| "Forever"                              | 2010 | Lloyd                                                     | Unkown                                        |
| "Zoooovie"                             | 2010 | Reek Da Villian                                           | The Gift                                      |
| "FlatLine"                             | 2011 | Young Chris                                               | Young Chris                                   |
| "Last Train to Scotland"               | 2011 | Raekwon                                                   | Shaolin vs. Wu-Tang                           |
| "Hummin"                               | 2011 | Bobby V                                                   | Fly on the Wall                               |
| "Miana"                                | 2011 | Cashis, Mitchy Slick, Marty James, K-Young                | Euthanasia LP                                 |
| "Take a Bow"                           | 2011 | Jim Jones, Prodigy, Sen City                              | Capo                                          |
| "Mo Brooklyn, Mo Harlem, Mo Southside" | 2011 | Fabolous, Vado                                            | The S.O.U.L. Tape                             |
| "We Don't Play"                        | 2011 | Styles P                                                  | Master of Ceremonies                          |
| "Get Down Or Lay Down"                 | 2011 | Fabolous                                                  | There Is No Competition 3: Death Comes in 3's |
| "E.T. Bars"                            | 2011 | Crooked I                                                 | 0                                             |
| "Yeah Yeah"                            | 2012 | Bow Wow                                                   | New Jack City                                 |
| "Yes Yes Y'all"                        | 2012 | Maino                                                     | The Day After Tomorrow                        |
| "Get It Poppin'"                       | 2012 | Gilbere Forte                                             | YOTD (Year of The Dragon)                     |
| "Respect It"                           | 2012 | Jadakiss, Fabolous                                        | Consignment                                   |
| "Presidential"                         | 2012 | Trav, Jim Jones                                           | Push                                          |
| "Turn It Up"                           | 2013 | Juelz Santana                                             | God Will'n                                    |
| "Last Day"                             | 2013 | Joe Budden, Juicy J                                       | No Love Lost                                  |
| "Get Involved"                         | 2013 | Funkmaster Flex                                           | Who You Mad At? Me Or Yourself?               |
| "Life We Chose"                        | 2013 | Havoc                                                     | 13                                            |
| "Strictly 4 My Jeeps" (Remix)          | 2013 | Action Bronson, LL Cool J                                 | Bronson                                       |
| "Selling Keys"                         | 2013 | Tony Yayo                                                 | Godfather Of The Ghetto                       |
| "The Town"                             | 2013 | Vado, Maino                                               | Slime Flu 4                                   |

## Premios

### Premios Grammy
| Categoría                           | Género | Asunto    | Año  | Resultado |
| ----------------------------------- | ------ | --------- | ---- | --------- |
| Mejor actuación de rap en solitario | Rap    | "On Fire" | 2005 | Nominado  |

### BET Awards
| Categoría              | Género | Asunto             | Año  | Resultado |
| ---------------------- | ------ | ------------------ | ---- | --------- |
| Mejor video de Hip-Hop | Rap    | "Touch It [Remix]" | 2006 | Nominado  |
| Mejor colaboración     | Rap    | "Touch It [Remix]" | 2006 | Ganador   |

## Filmografía

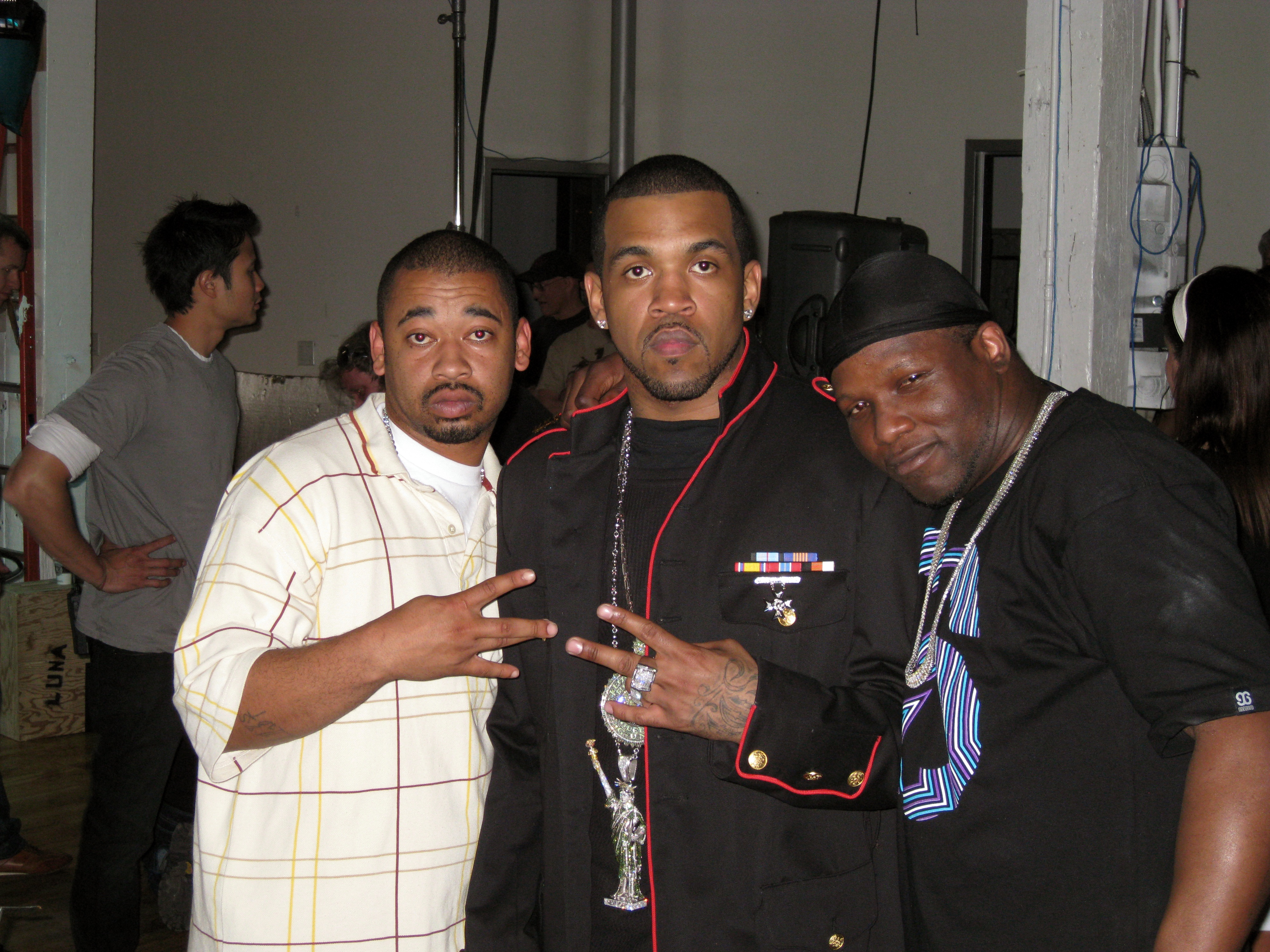
Banks con su primo Stephan (izquierda) y el rapero underground Nyce (derecha).

### Cine
| Film                   | Papel               | Año  | Notas         |
| ---------------------- | ------------------- | ---- | ------------- |
| Before I Self Destruct | Profesor de escuela | 2009 | No acreditado |
| Morning Glory          | El mismo            | 2010 |               |

### Videojuegos
| Video Games | Video Games                | Video Games | Video Games |
| Año         | Título                     | Papel       | Notas       |
| ----------- | -------------------------- | ----------- | ----------- |
| 2003        | 50 Cent: Bulletproof       | El mismo    | Secundario  |
| 2009        | 50 Cent: Blood on the Sand | El mismo    | Secundario  |